# Rudgea tayloriae
Rudgea tayloriae är en måreväxtart som beskrevs av Aymard, Dorr och Cuello. Rudgea tayloriae ingår i släktet Rudgea och familjen måreväxter. Inga underarter finns listade i Catalogue of Life.